# Chromacilla longina
Chromacilla longina là một loài bọ cánh cứng trong họ Cerambycidae.